# 第100部隊
100部隊（日语：100部隊）是日本關東軍於滿州設置的一支從事研究、製造和施行细菌战的軍事單位，是關東軍僅有的三支生化戰部隊（另外兩者為「516部隊」與「731部隊」）之一，也是日本細菌戰體系的核心組成之一。
「100部隊」主要業務是對駐滿部隊所擁有的軍馬提供防疫工作方面的協助，以及研究與生產消滅牛、羊、馬匹各種牲畜和破壞小麥、裸麥、燕麥、蔬菜和稻米等植物的細菌，與生產用來直接攻擊人類之細菌的「731部隊」不同，偏向消滅敵國農業來間接打擊其經濟的手段，其主要假想敵為蘇聯，也因此與職掌情報的關東軍司令部第二部諜報課關係密切，也常在生產細菌的實驗上與「731部隊」交換資訊。

## 歷史
100部隊的前身為「關東軍臨時病馬收容所」，成立於1931年11月，駐地為奉天，當時滿州流行馬鼻疽，關東軍為預防軍馬染病而特別設立此一機構，第一任所長為獸醫中佐小野纪道。1932年8月，獸醫中佐安達誠太郎繼任第二任所長。1933年2月16日，「關東軍臨時病馬收容所」被改名為「關東軍臨時病馬廠」，並於年初遷至新京寬城子，以為對民用馬匹傳染病進行病源、病理調查研究為主要業務，還前往疫病區採集菌苗加以保存。根據安達在戰後的供述，1933年4月，由於齊齊哈爾一帶流行馬的炭疽病，關東軍認定應為苏联方面所實施的細菌戰，故「關東軍獸醫部」部長渡邊中指示病馬廠：「關東軍也須著手研究細菌，準備細菌戰，病馬收容所須馬上成立細菌室……關於預算要多少有多少」安達的「病馬廠」也因此獲得了10萬元的經費，並很快建立了準備畜類細菌戰的「細菌研究室」。
1933年8月，獸醫中佐高橋隆篤任第三任所長。1935年8月至1937年7月，獸醫大佐並河才三任第二任廠長。1936年8月1日，經天皇祕密頒布敕令、透過陸軍大臣的命令，以軍令陸甲第七號的名義，關東軍設立了以臨時病馬廠為基礎的「關東軍軍馬防疫廠」，於8月3日組建完成，又稱「關東軍馬匹防疫部」。並河才三接續其廠長職務至1939年7月，由獸醫大佐高島一雄接替為止，期間該部隊遷至距新京以南10公里的孟家屯，1937年9月1日，該部隊設立了下屬的研究機構——「大連出張所」，即「大連支隊」（通稱號為「滿685部隊」）。「關東軍馬匹防疫部」也因領導人之姓而先後被被稱作「並河部隊」和「高島部隊」。1939年6月至9月，該部隊部分成員以「關東軍臨時病馬廠」名義參加諾門罕戰役。1939年8月，並河才三再次擔任廠長。1940年後，「100部隊」於大連、海拉爾、佳木斯、拉古（1940年7月10日設置「牡丹江支隊」，通稱號為「滿141部隊」）等地建立了所屬的支隊。
1941年6月，蘇德戰爭爆發，日本參謀本部為配合同為軸心國的德國，準備入侵蘇聯遠東地區，並以此發動了以演習為名目的動員計畫——「關特演」，同時由關東軍獸醫部長的高橋中將代表關東軍總司令梅津美治郎大將下達對蘇準備發動細菌戰之指令，也因此「關東軍軍馬防疫廠」改稱「關東軍100部隊」（通稱號為「滿100部隊」），對外稱「關東軍獸疫預防部」，用以隱匿發動細菌戰的企圖。8月，獸醫少將若松有次郎任「100部隊」部隊長，直至1945年8月日本戰敗投降，因此1941年後，「100部隊」又名「若松部隊」。為籌劃對蘇細菌戰，「100部隊」開始大量培養鼻疽菌、炭疽熱、赤穗菌、斑駁菌、牛瘟和羊痘等各種消滅動植物的細菌，並強化原設於拉古和大連的支部，再於安東、東寧、克山、雞寧等地成立馬匹防疫部隊單位，作為蘇日戰爭開始後展開細菌戰之據點。
1941年底，日軍偷襲珍珠港，導致日美開戰，進攻蘇聯的計劃化為泡影，但「100部隊」為此設立的據點並未廢除，其作用反而轉為日後進行戰略性撤退時用於毒斃滿洲西北部家畜與作物的據點。之後的時間裡，「100部隊」便致力於各種細菌的增產，而在1943年12月，高橋中將巡視了「100部隊」，認為當前的細菌產量不足以達成毒斃動植物的目標，下令進行增產研究。根據其計畫，「100部隊」能在設備充足的情況下一年生產1公噸的炭疽熱菌、500公斤鼻疽菌和100公斤鏽菌，最困難的赤穗菌也達到年產量100公斤。截至1944年3月底，「100部隊」已製造出了炭疽熱菌200公斤、鼻疽菌100公斤、銹菌20到30公斤。「100部隊」也多次在蘇滿邊境以「作戰演習」為名進行細菌實驗，如1942年7、8月派出由村田少佐率領的遠征別動隊，前往位於海拉爾以北150公里的三河區，分別於河流和地面投放鼻疽病菌和炭疽熱細菌。1945年3月，因戰局變化，「100部隊」將通稱號改為德字「第25207部隊」。1945年8月，蘇聯對日宣戰入侵滿洲，隨即日本大本營參謀本部官員朝枝繁春奉命要求關東軍司令部銷毀細菌戰痕跡。9、10兩日，關東軍總司令山田乙三大將簽署命令：將「100部隊」及各支隊統統消滅，各該部隊人員撤退到朝鮮，「100部隊」成員倉促地焚毀營地和機密文件，並往南方逃亡，但有部份成員仍被蘇軍俘獲，由此「100部隊」秘密從事的細菌戰才被公諸於世。
戰後，蘇聯召開「濱海州軍管區戰爭犯罪軍事審判」（又名「哈巴羅夫斯克審判」、「伯力審判」）審判數名「100部隊」成員，並分別處以十多年不等之有期徒刑（見下節）。另外，「100部隊」離開滿洲後，在當地留下了大量的致命菌，還放出大量染有病菌的動物，因此不僅大量當地農民之牲畜受害，還從1946年起連續七年在吉林省的榆樹、永吉等縣市都發生了爆發性的流行霍亂。1947年，齊齊哈爾、肇東、肇源、洮安、大貴、安廣、鎮貴、泰來、開通、瞻榆、洮南等地霍亂患者高達9,000多人，死亡者則有7,500餘人。

## 組織結構與設施

「100部隊」營區平面圖。

「100部隊」在運作上，受到關東軍司令部的直接管轄，最高責任者即關東軍獸醫部長，而實際領導者為「100部隊」的部隊長（以及其前身組織的「廠長」）。「100部隊」組織龐大嚴密，分工精確，其成員涵蓋許多化學家、植物學家、細菌學家、獸醫和農藝、解剖方面的各種專家，約有600至800人之間的日籍工作者和研究員，以及300名中國勞工，運作經費主要來源有二——陸軍省撥給該部隊的人員給養費用，以及陸軍省撥給關東軍製造防疫藥品的經費，也可於必要時追加撥款，以現存的1944年資料紀錄得知「100部隊」全年經費為160萬日圓，其中人事費和一般防疫經費為60萬，而細菌武器的研究製造費用則由關東軍司令部第二部提供，總額約100萬日圓。
「100部隊」分作五個主要部門：
1. 總務部：負責部隊的營運，統籌全局、人事、後勤、醫療和衛生等工作，下屬若干分部（如研究分部、設計分部），也管轄佔地約60公頃的農場、20公頃的牧場和專用於試驗對動物的疫菌用於人體效果的禁閉室，這間禁閉室關押從朝鮮、滿洲、蒙古和蘇聯各地抓獲的實驗者，大多數人受驗後即遭到殺害[27]。
2. 第一部：負責研究關東軍各部隊軍馬與其他軍用動物（如騾、犬等）的血清，用於醫療諸如鼻疽、癱疽、傳染性貧血等動物疾病，關東軍各軍下轄的「軍馬防疫廠」也是由第一部提供指導和協助，人員為30至40名。
3. 第二部「生產部」：負責各種細菌研究和製造，是「100部隊」的主要部門，編制人員150至200名（成立初期為軍官20名、科學工作人員30名、技術人員50名），下分成六個課：
  1. 第一課「細菌課」：由西田少佐和實驗員山口領導，進行對炭疽熱與鼻疽細菌的研究，另外還有由高秋大尉領導，研究大量陪洋牛疫、鼻疽、炭疽和羊痘等細菌之方法。
  2. 第二課「病理學課」：研究動物的鼻疽病和炭疽病。
  3. 第三課「臨床實驗課」：管理大量用於實驗的牛、馬、羊等動物。
  4. 第四課「有機化學課」：負責流行性疫菌、毒物的研究和生產。
  5. 第五課「植物學分課」：研究如何以最有效方法傳染和破壞植物之細菌病毒的方法。
  6. 第六課：自1943年12月高橋獸醫中將巡視後，為提高細菌生產能力而特別多設的一課，專門研究如何大量生產細菌、以細菌戰進行軍事破壞活動的方法，人員編制為40至60名。
4. 第三部：製造預防、治療用的血清和疫苗，也負責關東軍各種動物的防疫工作，下設三科：第一科生產鼻疽、炭疽、腺鼠疫的血清、第二科則研究狂犬病毒、第三科則管理該部的馬厩。第三部人員共約100人。台灣日本綜合研究所研究員藤井志津枝在著作中則記述第三部為「庶務部」，下轄六課，負責部隊各項雜務工作[24]。
5. 第四部：名為「資材補給部」，負責管理關東軍軍馬防疫所需的資材，以及豢養大量實驗用的囓齒動物，成員有20至30人[註 2]

「100部隊」的營地由日軍以低於市場十倍的價格大量收購而建，與多個日本軍營相鄰，包括關東軍「59部隊」、「63部隊」、「77部隊」、「376部隊」、「132部隊」、「898部隊」等，這些兵營群佔地約方圓數十公里，而100部隊所佔面積東西寬約500公尺、南北長約1000公尺，面積達50萬平方公尺，其中馬飼養房約佔總面積的三分之一，四大部門均有各自的馬厩。第二部作為核心部門，其主樓為長60公尺寬、20公尺的三層樓房，共三處辦公場所，第三部佔有一處辦公地點，主樓由本部與一部、二部四科共用。四部配有倉庫四座，用於儲備物資材料。馬厩與辦公樓之間設有隱蔽的解剖室另外還有衛兵所、車庫、醫務室、食堂等設施。

## 部份人員列表
- 並河才三：1895年生，盛岡農業專科學校畢業，原獸醫，任100部隊第一任部隊長（1933年至1936年8月）、第三任部隊長（1940年3月至1941年6月）[21]
- 高島一雄：1887年生於日本群馬縣，原獸醫，任100部隊第二任部隊長（1936年8月1日至1940年3月）[21]
- 若松侑次郎：1897年生於日本東京，東京帝國大學獸醫科畢業，任100部隊第四任部隊長（1941年至1945年），戰後因提供細菌武器研究資料而得到美軍的庇護。1977年病逝[21]。
- 安達誠太郎：1896年生於日本三重縣，東京帝國大學獸醫科畢業，曾為關東軍臨時病馬收容所所長，籌建過寬城子病馬收容所細菌研究室，並招募大量農林學校學員充實「100部隊」之規模。日本投降後，安藤潛逃至哈爾濱在東北農學院擔任獸醫教授。1950年，中國官方調查細菌戰部隊時被捕，監押於撫順戰犯管理所，後被遣返回日本[21]。
- 三友一男（勝雄）：1924年生於琦玉郡秩夫縣，農業學校畢業，於1941年4月加入「100部隊」，之後擔任第二部六課工作員，後於1945年8月被蘇軍俘虜，1949年12月，「濱海州軍管區戰爭犯罪軍事審判」判處有期徒刑15年[21]。
- 平櫻全作：1916年生於日本石川郡金澤城，東京醫科大學獸醫系畢業，1942年7月加入「100部隊」，後於1945年8月被蘇軍俘虜，1949年12月，「濱海州軍管區戰爭犯罪軍事審判」將其判處有期徒刑10年[21]。
- 山口文二：100部隊第二部實驗員、獸醫少佐[21]。
- 佐籐秀之：100部隊獸醫教官[21]。
- 高橋義夫：100部隊研究工作員[21]。
- 井田清：北海道大學畢業，原東京帝國大學附屬傳染病研究所職員，後加入「100部隊」擔任細菌研究技師[21]。

## 與「731部隊」之地位差異
作為與「731部隊」並為日本陸軍的兩大細菌部隊，「100部隊」之地位遠較前者低下，如其年經費為160萬元，但前者卻是一千萬元；「100部隊」的孟家屯營地規模也遠遜於「731部隊」龐大的廠房群；「100部隊」人員規模最大約800人，而「731部隊」則高達三千人；「100部隊」部隊長僅為少將軍銜，而「731部隊」部隊長卻是中將；「100部隊」的細菌戰網路僅侷限於東北一隅，而「731部隊」卻是發展到華北（「1855部隊」）、華中（「1644部隊」）、華南（「8604部隊」）乃至南洋（「9420部隊」）皆有分支部。究其地位差異之原因，湖南文理學院「细菌战罪行研究所」所長陈致远認為，主要還是因為日本陸軍認為以細菌毀滅農作物或牲畜遠不如直接用來攻擊敵軍或人民來得重要，又或者「100部隊」缺乏如「731部隊」有如石井四郎這種較為積極的細菌戰思想家和軍事細菌學家。

### 引用
1. 1 2 3  陳致遠（2017年），第2页
2. 1 2  陳鵬（2016年），第75页
3. ↑  藤井志津枝（1997年），第139页
4. 1 2  藤井志津枝（1997年），第141页
5. ↑  金成民（2008年），第290页
6. 1 2 3 4  張玉雪（2017年），第42页
7. 1 2  王文鋒（2017年），第114页
8. 1 2 3 4  陳致遠（2017年），第3页
9. ↑  藤井志津枝（1997年），第151页
10. ↑  張玉雪（2017年），第42-43页
11. 1 2  王文鋒（2017年），第115页
12. 1 2 3 4 5 6  陳鵬（2016年），第72页
13. ↑  郭成周 & 廖應昌（2007年），第171页
14. ↑  藤井志津枝（1997年），第95页
15. ↑  陳致遠（2017年），第4页
16. ↑  藤井志津枝（1997年），第145页
17. 1 2  藤井志津枝（1997年），第146页
18. ↑  藤井志津枝（1997年），第262-263页
19. 1 2 3  陳致遠（2017年），第15页
20. ↑  藤井志津枝（1997年），第146-147页
21. 1 2 3 4 5 6 7 8 9 10 11  金成民（2008年），第302-303页
22. ↑  陳鵬（2016年），第76页
23. 1 2  藤井志津枝（1997年），第271页
24. 1 2 3  藤井志津枝（1997年），第143页
25. ↑  藤井志津枝（1997年），第144页
26. ↑  藤井志津枝（1997年），第142-143页
27. ↑  金成民（2008年），第295页
28. ↑  陳致遠（2017年），第7页
29. ↑  金成民（2008年），第294页
30. ↑  陳鵬（2016年），第73页
31. ↑  郭成周 & 廖應昌（2007年），第172页